# Alwig X. von Sulz
Alwig X. von Sulz auch Alwig I. (der Klettgauer Linie) nach neuerer Forschung Alwig VIII. (* 1417; † 1493 in Rheinau) Graf zu Vaduz, Schellenberg und Blumeneck, Landgraf im Klettgau und Erbhofrichter in der Reichsstadt Rottweil aus dem Geschlecht der Grafen von Sulz.

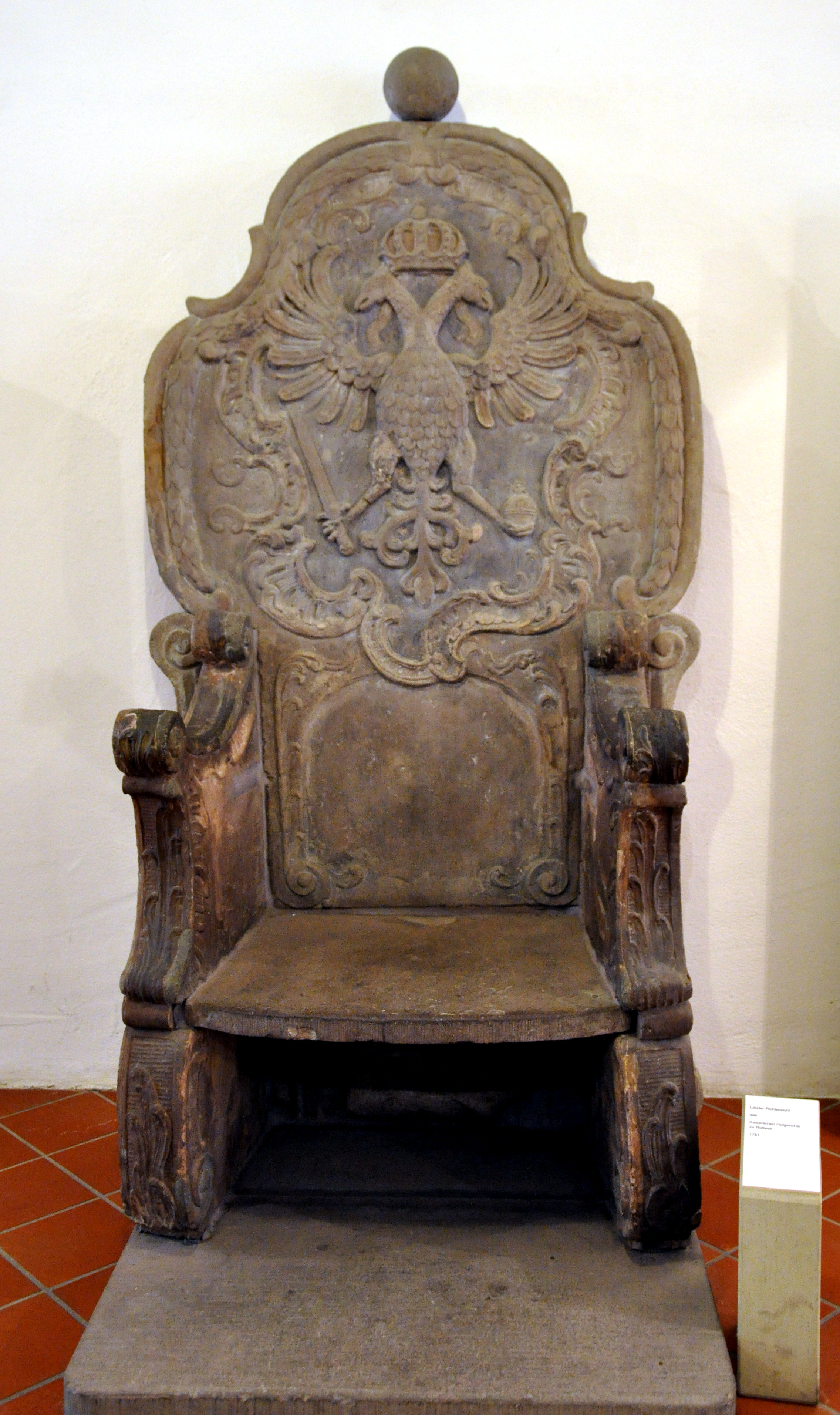
Stadtmuseum Rottweil: Richtstuhl des Hofgerichts Rottweil

Er war ein Sohn des Rudolfs III. von Sulz. 

## Leben
Nach dem Tod ihrer Mutter, der Gräfin Ursula von Habsburg-Laufenburg regierten die beiden Söhne Alwig und Rudolf IV. den Klettgau gemeinsam, während Graf Johann das Hofrichteramt zu Rottweil übernahm Rudolf verstarb 1487 und Graf Johann 1490 so bekam Alwig auch das Hofrichteramt. Alle drei fanden ihre Ruhestätte in der Klosterkirche im Kloster Rheinau. Alwig besaß noch die Herrschaft Bohlingen und die Neckarburg. 1482 erhielten die Brüder Rudolf und Alwig die Herrschaft und das Schloss Tiengen vom Bischof von Konstanz Otto IV. von Sonnenberg für 3800 Rheinische Gulden. 1488 erwarb Alwig das Schloss Jestetten.

### Rudolf IV.
Sein Bruder war Rudolf IV., Landvogt der Landgrafschaft Nellenburg, († 1487) ⚭ 1. Margaretha von Limpurg-Gaildorf, Tochter des Conrad IV. von Limpurg-Gaildorf (* 1395) und ⚭ (20. September 1439), 2. Clara von Montfort.
Rudolf IV. gelang – was zuvor lange vergeblich versucht worden war – das sogenannte Habsburger Urbar von 1308, das Besitzverzeichnis der Habsburger, das vor allem der Feststellung der Reichsgüter gegolten hatte und das bei der Zerstörung der Burg Baden 1417 mitsamt dem ganzen Archiv der Österreicher von den Eidgenossen nach Luzern verbracht worden war, in den Jahren 1479 bis 1480 zunächst durch Diebold Schilling und danach durch den Schreiber der Innsbrucker Raitkammer abschreiben zu lassen, dieses Urbar ist bis heute eine der wichtigsten erhaltenen Quellen.

### Späte Heirat

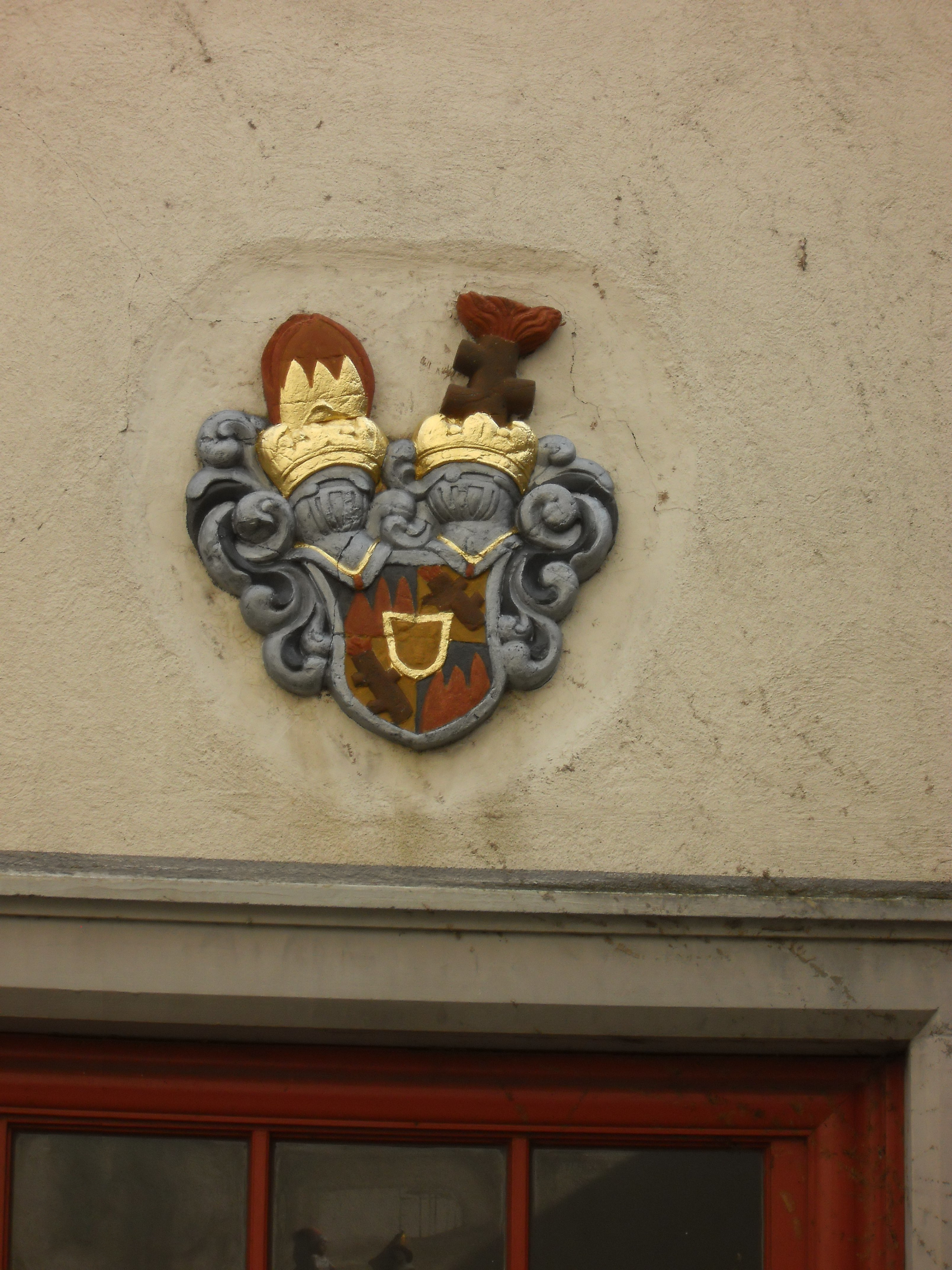
Das jüngere Wappen der Linie Sulz-Brandis am Schloss Tiengen um 1660

Nachdem ersichtlich wurde, dass die Nachfolge von ihm abhing, heiratete Alwig im Alter von 60 Jahren  (1477) die 25-jährige Verena von Brandis (1452–1507), um die Sulzer Stammlinie vor dem Aussterben zu bewahren. 
Er erlebte noch die Freude von seiner Gemahlin zwei Söhne zu erhalten:
- Rudolf V. von Sulz
- Junker Wolf Hermann von Sulz

Rudolf V. von Sulz trat nach dem Tod seines Vaters 1493 dessen Nachfolge an.